# HOLAP
Hybrid On Line Analytical Processing - HOLAP deriva-se de OLAP, são ferramentas hibridas.
É a combinação entre ROLAP e MOLAP, pegando o melhor de ambas as categorias a escalabilidade de ROLAP e o alto desempenho do MOLAP